# The Hall of the Olden Dreams
The Hall of the Olden Dreams drugi je studijski album španjolskog simfonijskog metal sastava Dark Moor. Objavljen je 1. prosinca 2000. godine, a objavila ga je diskografska kuća Arise Records.

## Popis pjesama
| 1.    | »The Ceremony« (instrumental) | 1:31 |
| 2.    | »Somewhere in Dreams«         | 4:51 |
| 3.    | »Maid of Orleans«             | 5:04 |
| 4.    | »Bells of Notre Dame«         | 4:48 |
| 5.    | »Silver Lake«                 | 5:17 |
| 6.    | »Mortal Sin«                  | 5:38 |
| 7.    | »The Sound of the Blade«      | 4:00 |
| 8.    | »Beyond the Fire«             | 6:12 |
| 9.    | »Quest for the Eternal Fame«  | 6:49 |
| 10.   | »Hand in Hand«                | 4:38 |
| 48:48 |                               |      |

## Zasluge
Dark Moor
- Peña de Camús – klavijature
- Elisa C. Martín – vokali
- Enrik García –	gitara
- Albert Maroto – gitara
- Anan Kaddouri – bas-gitara
- Jorge Sáez – bubnjevi

Ostalo osoblje
- Luigi Stefanini – produciranje, inženjering
- Andreas Marschall – omot albuma